# La mujer que yo perdí
La mujer que yo perdí es una película de drama mexicana de 1949, dirigida por Roberto Rodríguez y protagonizada por Pedro Infante, Blanca Estela Pavón, Silvia Pinal y Aurora Walker.

## Argumento
Pedro Montaño mata al hijo del procurador en defensa de su novia, por lo cual tiene que escapar a la montaña, ayudado por nativos. En la persecución, Pedro es herido y se refugia en la choza de un amigo. Ahí es curado por María, una hermosa joven indígena de noble corazón, quien al poco tiempo se enamora de Pedro.
Ya repuesto de su herida, María ayuda a Pedro a escapar innumerables veces de los federales. Pedro cree que aún sigue enamorado de su novia; sin embargo, al final María le salva la vida nuevamente, recibiendo una bala que iba dirigida a él, y Pedro comprende así su amor por ella, pero demasiado tarde.

## Reparto
- Pedro Infante - Pedro Montaño
- Blanca Estela Pavón - María
- Silvia Pinal - Laura
- Aurora Walker - madrina de Pedro
- Manuel R. Ojeda - don Joaquín
- Eduardo Arozamena - abuelo
- José Luis Jiménez - José Marcos
- Guillermo Bravo Sosa - Fidel
- Guillermo Calles - Macedonio
- Salvador Quiroz - alcalde
- Conchita Gentil Arcos - madre de Laura
- Joaquín Roche - padre de Laura
- Esteban Márquez - Vitoriano (sin acreditar)